# Historia Krakowa

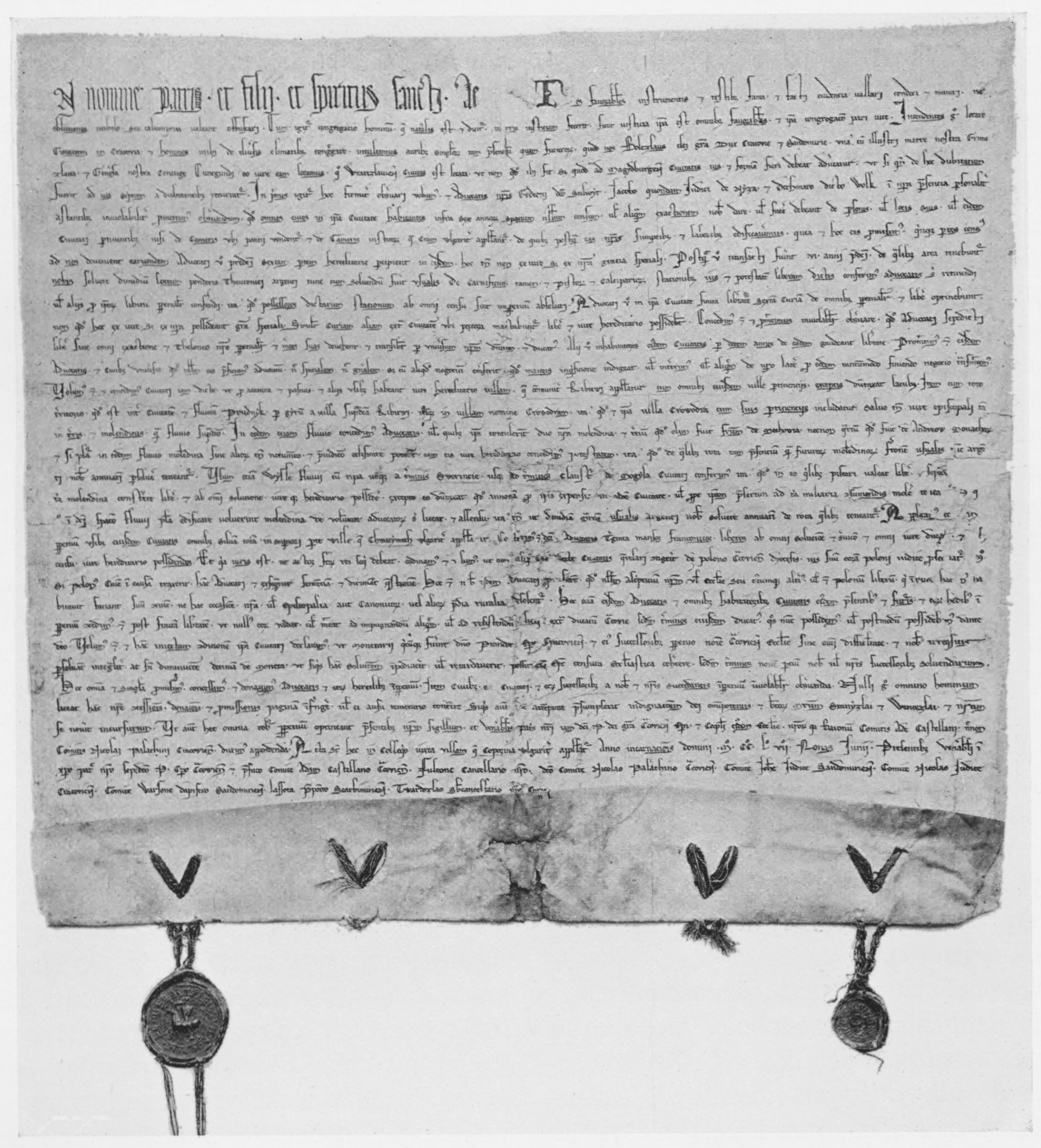
Przywilej lokacyjny Krakowa z 1257 roku

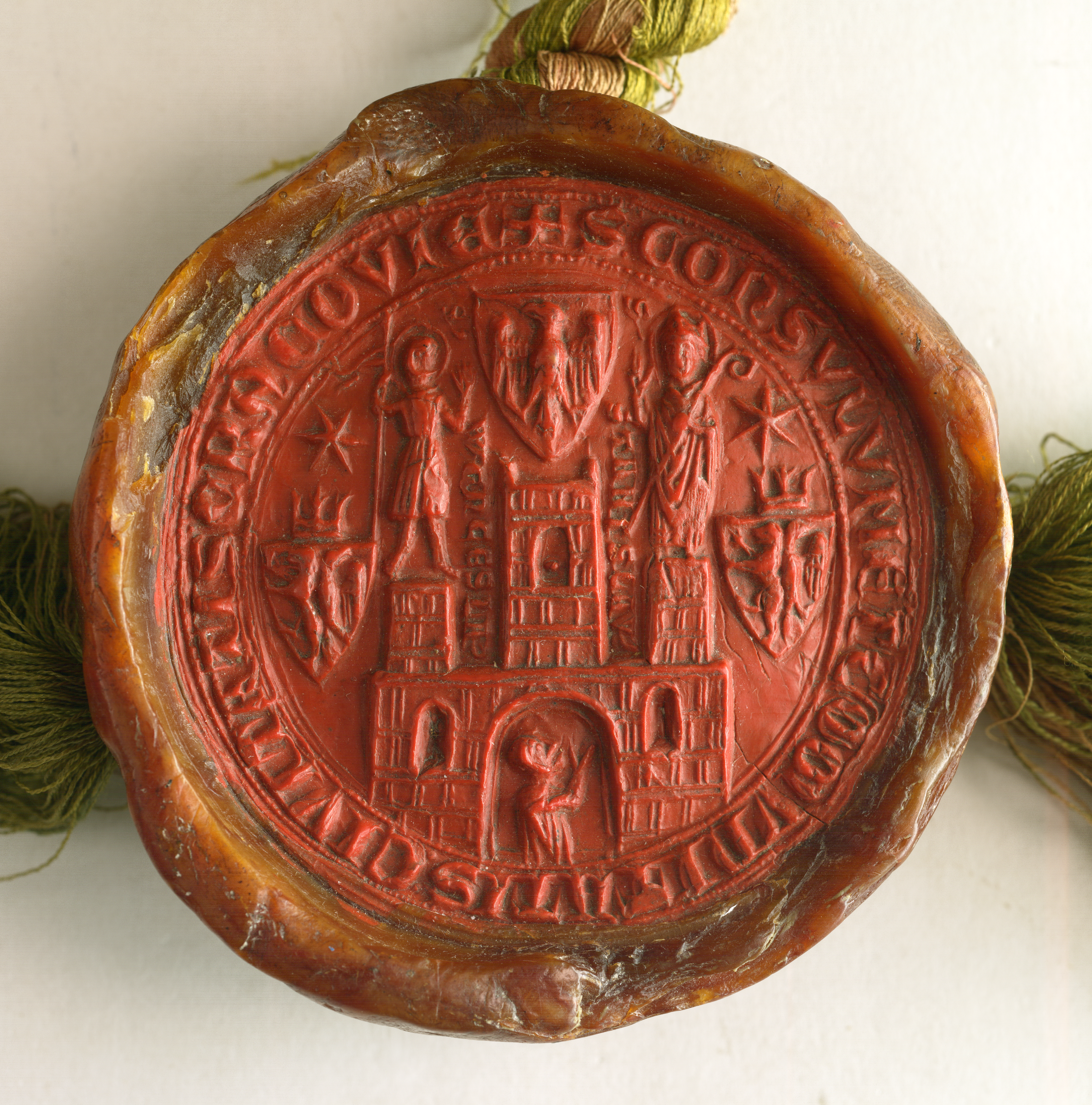
Pieczęć miasta Krakowa z 1425 roku

Kraków posiada wielowiekową historię. Z jego początkami wiążą się legendy, później było to miasto książęce, królewskie, któremu dobrobyt zapewniły rzesze kupców i rzemieślników, a artyści i naukowcy przyczynili się do rozwoju kultury i nauki.

## Prehistoria
Człowiek pojawił się na terenie dzisiejszego Krakowa przed ok. 200 tys. lat temu. Ludzie znaleźli dogodne warunki dzięki dobremu dostępowi do pożywienia (bliskość rzeki, wiele lasów), dużej liczbie jaskiń, które były schronieniem, oraz dzięki surowcom naturalnym i (znacznie później) bliskości dużych szlaków komunikacyjnych. Spowodowało to osiedlanie się coraz większej liczby ludności i utworzenie prazalążka dzisiejszego miasta.
Pozostałością po dawnych mieszkańcach terenu Krakowa są dwa kopce, które być może były miejscami kultu religijnego, choć ich przeznaczenie nie jest do końca znane. Są to: kopiec Krakusa – który według legendy, był założycielem Krakowa i to od jego imienia miała powstać nazwa miasta, oraz kopiec Wandy – jak chce inna legenda, rzuciła się do Wisły, aby uniknąć poślubienia niemieckiego rycerza Rytygiera.
Pierwotnie kopców było więcej, np. mapa okolic Krakowa wykonana przez kartografów szwedzkich w czasie potopu szwedzkiego ujawnia wiele mniejszych kurhanów w sąsiedztwie kopca Kraka.

## Wczesne średniowiecze
Badania archeologiczne pokazują, iż Kraków od najdawniejszych czasów pełnił rolę znacznego ośrodka państwa Wiślan, niewątpliwie dzięki ważnej strategicznie roli wzgórza wawelskiego. Istotny był też pierwotny bardzo bogaty stan hydrograficzny terasy Wisły. Rzeka w okolicach Wawelu rozgałęziała się na kilka odnóg, co czyniło ją łatwiejszą do przekroczenia. Fakt położenia Krakowa na styku Wyżyny Krakowsko-Częstochowskiej, Pogórza Karpackiego oraz Kotliny Sandomierskiej nadał osadzie charakter węzła transportowego. Poza tym, rozlewiska i mokradła otaczające Wawel (przez pewien czas znajdujący się na wyspie) czyniły go miejscem łatwym do obrony.
Historycy dyskutują nad interpretacją wzmianki w Żywocie Świętego Metodego o „pogańskim księciu siedzącym na Wiśle”. Ową „Wisłę” interpretuje się jako naczelny gród państwa Wiślan, umiejscawiając go, albo w Wiślicy, albo w Krakowie. Wykopaliska archeologiczne przemawiają jednak raczej za tym drugim.
Przypuszczalnie organizm państwowy stworzony przez Wiślan upadł pod naporem Państwa Wielkomorawskiego, a ziemie Wiślan dostały się w orbitę jego wpływów. Nie da się potwierdzić dalej idących hipotez, gdyż brak wiarygodnych informacji na temat Krakowa przez okres od 2 połowy IX wieku do połowy X w., gdy Kraków mógł się znajdować w strefie wpływów czeskich. Okres ten da się już uchwycić w źródłach pisanych. Po raz pierwszy dwukrotnie wspomina o Krakowie w swojej Relacji z około 966 roku Ibrahim ibn Jakub – żydowski kupiec z (arabskiej wówczas) Tortosy, który opisał Kraków jako ważny ośrodek handlowy i bogaty gród:
1. „Królowie ich [tj. Słowian] są w tej chwili czterej: król Bułgarów i Bojesław, król Fraga, Bojma i Krako i Mśko, król północy i Nakon na krańcu Zachodu.”
2. „Miasto Praga jest zbudowane z kamienia i wapna. Jest ono najzasobniejsze z krajów w towary. Przybywają do niego z miasta Krako Rusowie i Słowianie z towarami. I przychodzą do nich z krain Turków muzułmanie, Żydzi i Turcy również z towarami...”

Kolejnym źródłem jest zapis pod rokiem 999 w powstałej wiek później Kronice Czechów Kosmasa z Pragi. Zdaje się on potwierdzać okupacyjny charakter władzy czeskiej na tym terenie z garnizonem wojskowym w mieście :
„Albowiem polski książę Mieszko, nad którego nie było podstępniejszego człowieka, wnet zabrał podstępem miasto Kraków, zabiwszy mieczem wszystkich Czechów, których tam znalazł.”
Zapis ten budzi wątpliwości wśród historyków, jako że w 999 roku Mieszko nie żył już od 7 lat. Przyjmuje się zatem, że chodzi o Bolesława Chrobrego, lub też że jest to jeden z błędów Kosmasa w chronologii tego okresu. Wg niektórych historyków Kraków w ogóle nie wchodził w skład państwa czeskiego i relacje na ten temat oparte są na sfałszowanym dokumencie powstałym ponad sto lat później. Jakkolwiek było, po tym zdarzeniu nastąpiła stabilizacja władzy politycznej w Krakowie, który przeszedł na długie lata pod panowanie polskie i w 1000 roku została założona diecezja krakowska przez papieża Sylwestra II, a pierwszym biskupem został Poppon. Za czasów panowania Bolesława Chrobrego rozpoczęła się budowa katedry wawelskiej.

## XI – XV wiek

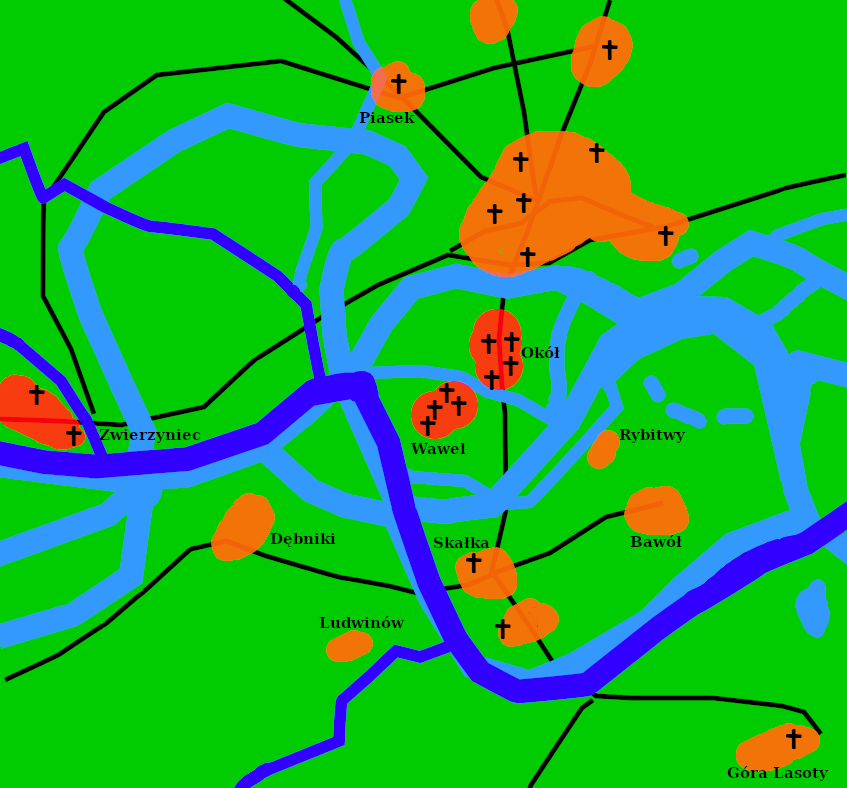
Kraków i okolice przed lokacją

Gdy po śmierci Mieszka II doszło do tzw. reakcji pogańskiej i najazdu Czechów, następca tronu Kazimierz został wygnany. Po powrocie (prawdopodobnie w 1039 lub 1040), książę obrał Kraków za swój główny ośrodek administracyjny. Przypuszczalnie niebagatelną rolę odegrał w tym fakt, że Kraków, w przeciwieństwie do miast Wielkopolski, nie został dotknięty buntem ani zniszczeniami wyrządzonymi przez Czechów.
Jak podaje legenda – król Bolesław Szczodry zamordował biskupa krakowskiego Stanisława w kościele na Skałce, gdy ten sprawował mszę świętą. Śmierć Stanisława była skutkiem konfliktu, jaki wynikł między obydwoma dostojnikami. Biskup Stanisław został kanonizowany w 1253.
Wszechstronny rozwój miasta sprzyjał chęci poznania podań o jego powstaniu, które pierwszy opisał już Wincenty Kadłubek w swojej kronice. Wedle jego świadectwa Kraków założono w hołdzie zmarłemu Krakowi, nazywając gród na cześć jego imienia. Mistrz Wincenty podaje także drugą etymologię, którą miało być krakanie kruków żerujących na ciele zabitego smoka.

### I najazd Tatarów na Kraków
W 1241 roku podczas pierwszego najazdu Tatarów na Polskę miał miejsce atak Mongołów na Kraków. Atak na Polskę miał być zasłoną dla głównego uderzenia. Batu, wnuk Czyngis-chana, wódz wyprawy na Europę miał zamiar skierować swoje siły na Węgry, a także próbował pozbawić Węgrów pomocy ze strony sojuszniczej Polski.
Po zdobyciu Sandomierza 13 lutego 1241 r. Mongołowie ruszyli w kierunku Krakowa. Doszło do bitwy pod Turskiem z wojskami wojewody krakowskiego Włodzimierza, który zastąpił im drogę. Tatarzy zwyciężyli, lecz odnieśli zbyt duże straty, by kontynuować atak, więc zawrócili na Ruś. 18 marca wojska tatarskie stoczyły zwycięską bitwę pod Chmielnikiem z rycerstwem sandomierskim i krakowskim (pod wodzą wojewody krakowskiego Włodzimierza i sandomierskiego Pakosława). 28 marca Tatarzy oblegli i zdobyli Kraków. Skutkiem tego szturmu było prawie całkowite zniszczenie miasta.
Przy odtwarzaniu wydarzeń z 1241 r. pomocne są zapiski Jana Długosza. Jednakże źródło to nie jest całkowicie wiarygodne, gdyż Długosz pisał o najeździe tatarskim ponad dwieście lat po wydarzeniach z roku 1241.
Już w XII w. w Krakowie działała biblioteka i szkoła katedralna, która była uważana za najlepszą w tym czasie uczelnię w Polsce. Centrum miasta było Wzgórze Wawelskie, wokół którego powstały liczne osady kupieckie i rzemieślnicze. Dopiero za panowania Bolesława Wstydliwego, 5 czerwca 1257 roku, nadano Krakowowi przywilej lokacyjny na prawie magdeburskim. Dzięki niemu powstał szachownicowy układ zabudowy miasta, mieszczanie zostali zwolnieni z płacenia podatków przez 6 lat, zyskali też prawo połowu ryb w Wiśle; wójtowie otrzymali prawo do posiadania karczm, rzeźni i młynów. Wtedy także powstał Rynek Główny.
W 1333 r. na Wawelu Kazimierz Wielki został koronowany na króla Polski. W 1335 ulokował on, w bezpośrednim sąsiedztwie Krakowa nowe miasto nazwane jego imieniem – Kazimierz. Dzięki działaniom króla rozkwitał handel, dzięki czemu miasto bogaciło się, a mieszkańcy stawali się coraz zamożniejsi. Wzniesiono również wiele budowli będących dziś najważniejszymi zabytkami miasta, m.in. zamek wawelski. Król unowocześnił fortyfikacje miasta, wybrukował ulice, założył wodociągi. W 1356 Kraków stał się główną siedzibą dwóch centralnych sądów miejskich Małopolski – Sądu Wyższego Prawa Niemieckiego oraz Sądu Sześciu Miast. Jednak najistotniejszym wydarzeniem za panowania Kazimierza Wielkiego było założenie Akademii Krakowskiej w 1364 r., która była pierwszą polską uczelnią wyższą i jedną z najbardziej renomowanych w całej Europie. W XV w. Kraków przeżywał rozwój kulturalny i naukowy. W nim pobierał nauki Mikołaj Kopernik, autor dzieła O obrotach sfer niebieskich. Wtedy także Wit Stwosz stworzył ołtarz w kościele Mariackim.

## XVI – XIX wiek

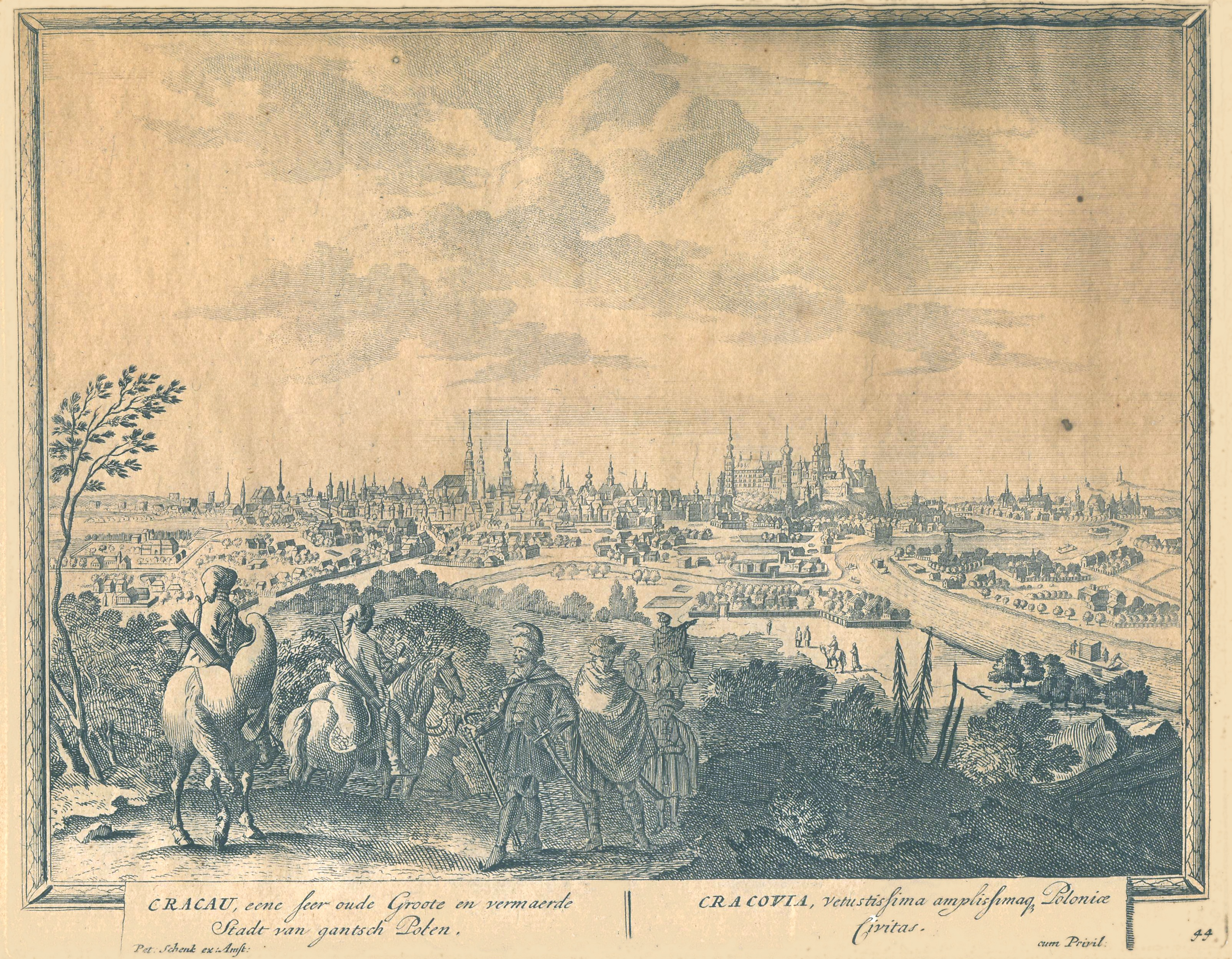
Panorama Krakowa, prawdopodobnie XVII lub XVIII wiek

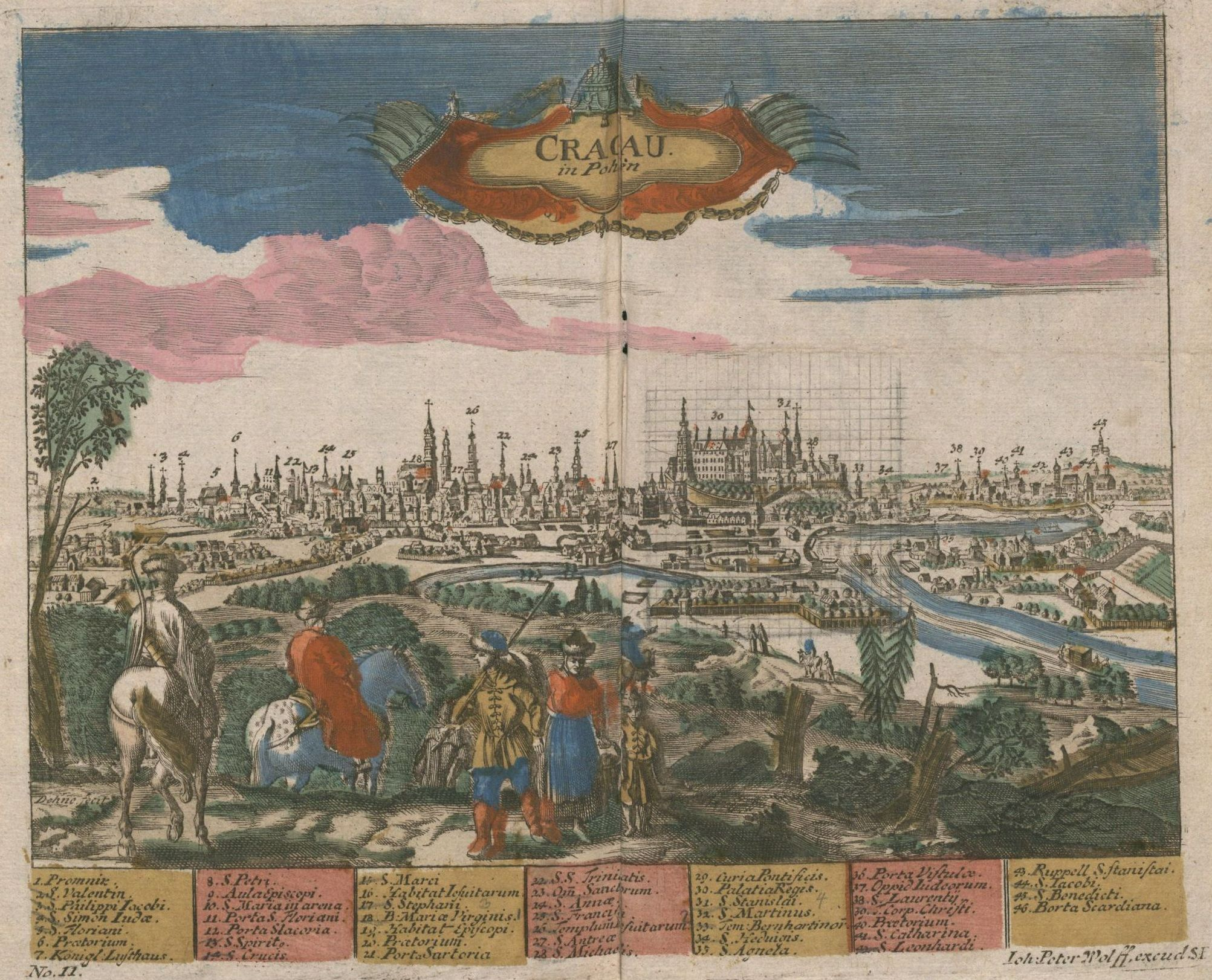
Panorama Krakowa z lat 1793–1798

Największy rozwój Krakowa przypada w pierwszej połowie XVI wieku. Dzięki stale zwiększającej się liczbie cechów kupieckich w mieście rozkwitał handel. Rozwijała się architektura. Dzięki włoskim architektom przybyłym do Krakowa, zamek królewski na Wawelu stał się jedną z najpiękniejszych budowli renesansowych w Polsce, a kaplica Zygmuntowska – najpiękniejszym mauzoleum w kraju. W 1520 r. pierwszy raz zabrzmiał dzwon Zygmunt. Kilka lat później, 10 kwietnia 1525 roku, na Rynku Krakowskim odbył się hołd pruski – książę Prus Albrecht Hohenzollern złożył hołd królowi polskiemu, oddając mu w lenno swoje nowo powstałe państwo.
Począwszy od 1596 r. król Zygmunt III Waza rozpoczął przenosiny dworu królewskiego z Krakowa do Warszawy, przyczyniając się tym do zahamowania rozwoju miasta oraz spadku jego znaczenia. Dodatkowo początek drugiej połowy XVII wieku przyniósł dwa kataklizmy:
- czarna śmierć, czyli epidemia prawdopodobnie czarnej ospy, która pochłonęła w latach 1651–1652 kilkanaście tysięcy ofiar
- powódź w lipcu 1652

W 1655 roku, podczas Potopu szwedzkiego miasto zaatakowali Szwedzi, niszcząc przy tym wiele zabytków kultury i dzieł sztuki.
Kataklizmy wojenne i naturalne wyniszczały Kraków. Wojna północna tocząca się w pierwszych dwóch dziesięcioleciach XVIII stulecia przypieczętowała upadek miasta. Stacjonujące w Krakowie wojska rujnowały skarb miejski, a co gorsza przyniosły ze sobą wyjątkowo tragiczną w skutkach zarazę, która szalała w mieście i okolicy w latach 1707–1710 zbierając żniwo kilku tysięcy ofiar.

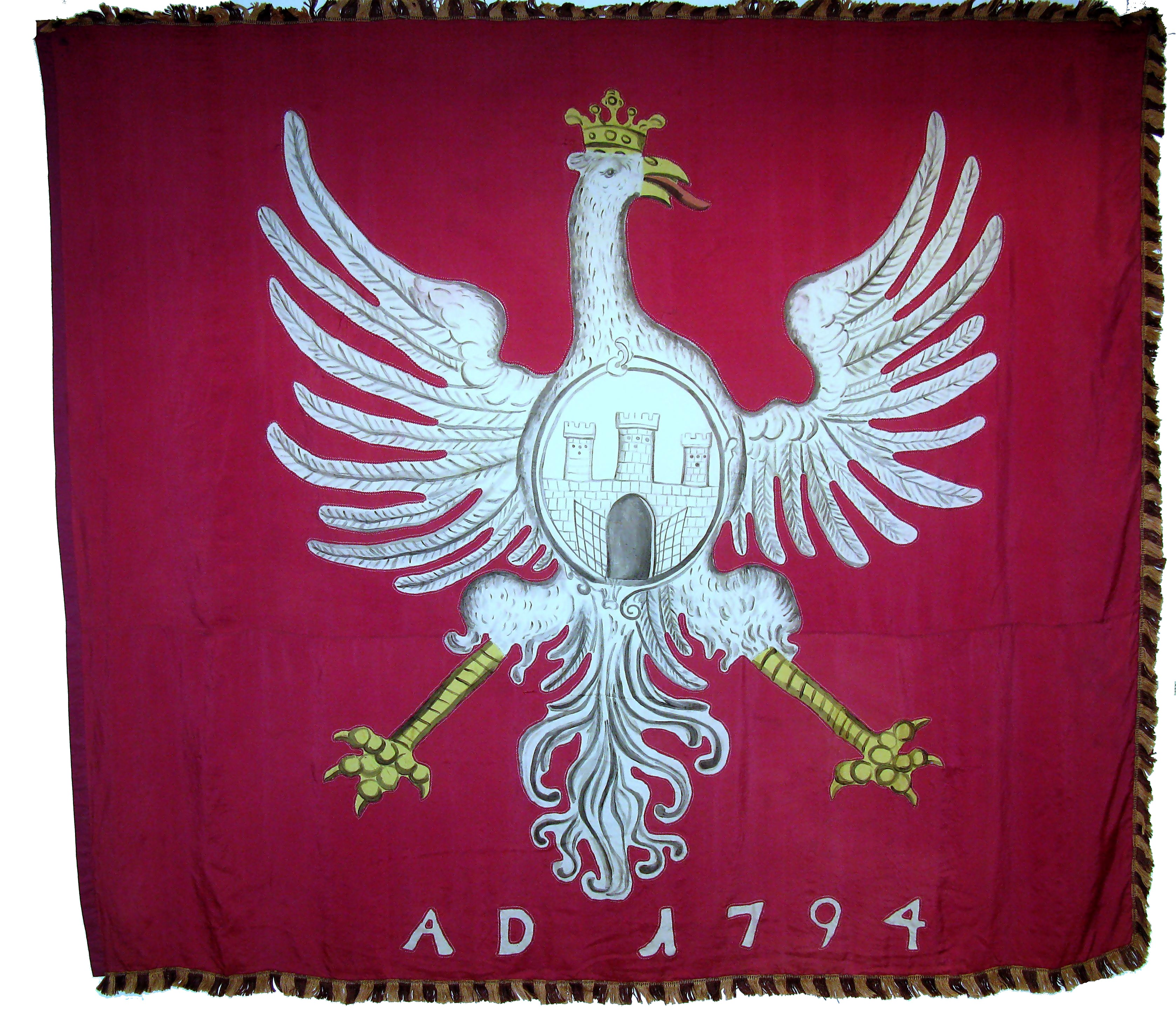
Chorągiew krakowska z czasów insurekcji kościuszkowskiej

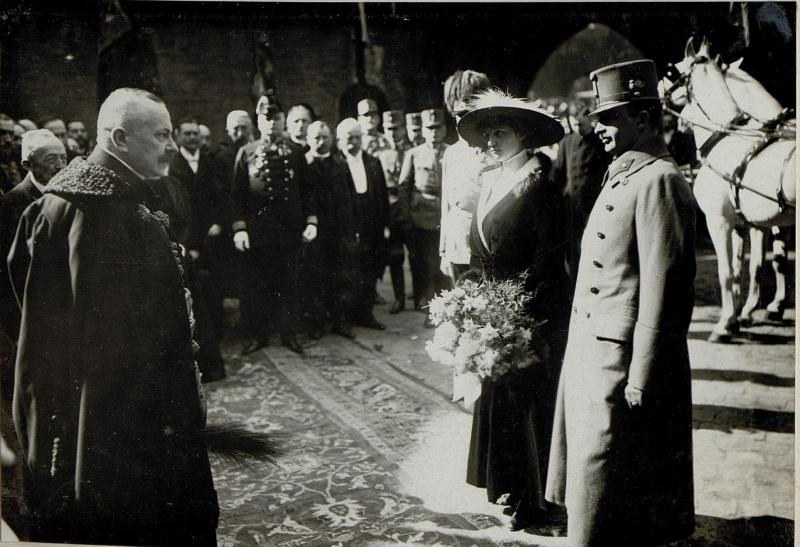
Prezydent Krakowa Juliusz Leo wita władcy Austro-Węgier Karola I Habsburga z żoną w Krakowie w 1917

24 marca 1794 r. Tadeusz Kościuszko na krakowskim rynku złożył przysięgę wierności Ojczyźnie i walki o jej niepodległość. Rozpoczęła się insurekcja kościuszkowska. Jednak powstanie szybko upadło i rok później dokonano III rozbioru Polski. Kraków wszedł w skład zaboru austriackiego.
W latach 1797–1803 Kraków był siedzibą Gubernium Krajowego dla Galicji Zachodniej.
W 1809 miasto zostało przyłączone do Księstwa Warszawskiego (po wojnie z Austrią).
Podczas kongresu wiedeńskiego w 1815 r. utworzono Rzeczpospolitą Krakowską, będącą pod kontrolą zaborców (Rosja, Austria, Prusy), lecz z własnym zarządem wewnętrznym.
Autonomia mini-państwa została mocno ograniczona po powstaniu listopadowym. W 1846 po upadku powstania krakowskiego Rzeczpospolitą Krakowską włączono do Austrii – formalnie nie jako część Galicji, lecz Wielkie Księstwo Krakowskie.

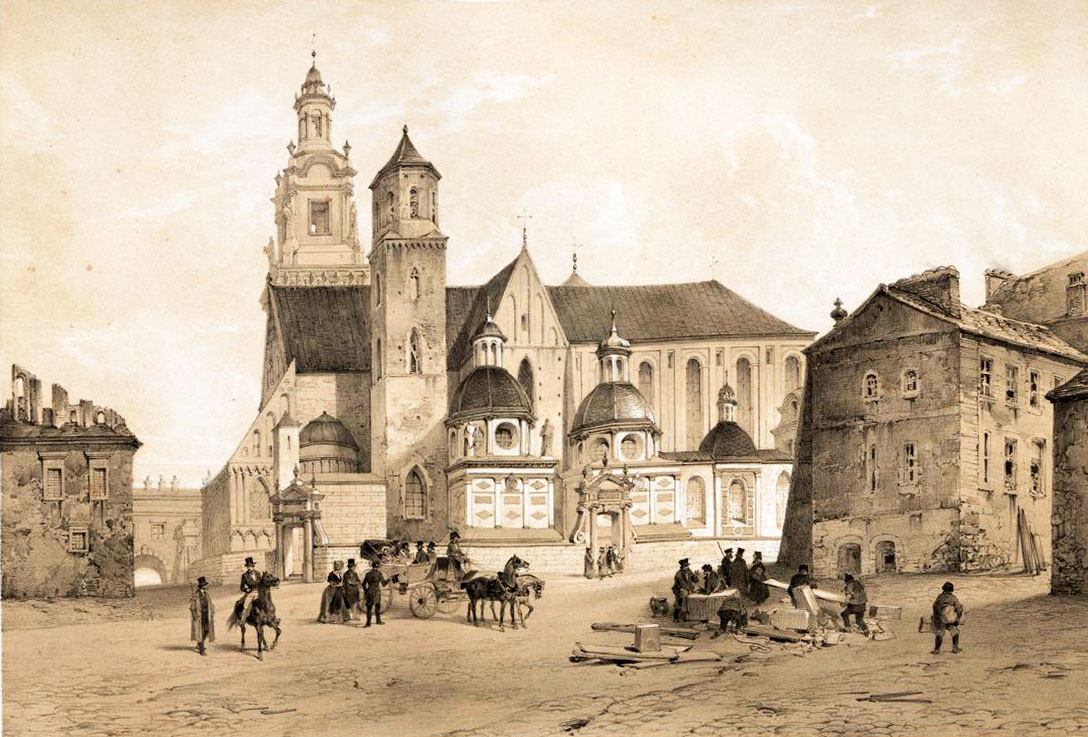
Wawel w 1843 roku

Kraków był pierwszym polskim miastem, w którym zademonstrowano oświetlenie gazowe. W 1830 r. Karol Mohr – profesor cesarsko-królewskiego Instytutu Technicznego, pionier gazownictwa na ziemiach polskich, zastosował gaz koksowniczy do oświetlenia ulicy Gołębiej. Propozycja nie zyskała jednak uznania i szersze wykorzystanie oświetlenia gazowego w Krakowie nastąpiło dopiero w 1857 roku.
Od lat 60. XIX w., korzystając z autonomii galicyjskiej, Kraków zaczął odzyskiwać dawną świetność. Uczelnie z polskim jako językiem wykładowym (m.in. Uniwersytet Jagielloński) przyciągały studentów ze wszystkich zaborów, rozkwitała sztuka.
Pojawiło się wielu artystów, którzy rozsławiali Kraków. Byli to m.in. Stanisław Wyspiański, Jan Matejko, Tadeusz Boy-Żeleński, Adam Asnyk.
W XIX wieku władze austriackie przystąpiły do budowania Twierdzy Kraków – systemu fortów, które miały osłaniać miasto od potencjalnego ataku ze strony Rosjan (granica austriacko-rosyjska biegła kilkanaście kilometrów na północ).
Kilka razy Kraków odwiedzał cesarz austriacki Franciszek Józef – zwłaszcza w okresie autonomii galicyjskiej spotykał się on z entuzjastycznym przyjęciem.

## XX wiek i współczesność

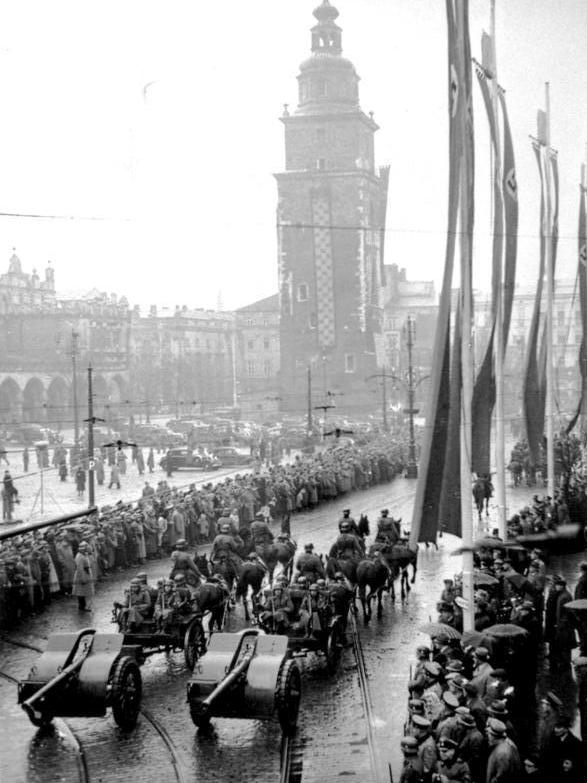
Parada wojsk niemieckich w Krakowie w październiku 1940

Podczas Wielkiej Wojny (I wojny światowej) armia rosyjska podeszła w okolice Krakowa, kilka punktów Twierdzy brało udział w walkach, ale nie doszło do ostrzału i zniszczenia samego miasta.
W maju 1917 miasto po raz ostatni odwiedził monarcha z dynastii Habsburgów – młody cesarz Karol I Habsburg. W październiku 1918 rozbrojono garnizon austriacki i powrót do odrodzonej Polski stał się faktem.
Po I wojnie światowej Kraków w dalszym ciągu był ważnym ośrodkiem kulturalnym, a także politycznym Polski. Wojska niemieckie zajęły Kraków 6 września 1939 roku, sześć dni po wybuchu II wojny światowej. Został stolicą Generalnego Gubernatorstwa, którym administrował Hans Frank – bliski współpracownik Hitlera. Niemcy chcieli wykorzystać Polaków jako tanią siłę roboczą, równocześnie ich germanizując, i uważali, że Kraków nadaje się na stolicę i do germanizacji lepiej niż Warszawa ze względu na położenie blisko dawnej granicy z Niemcami i na mniejsze rozmiary.
17 stycznia 1945 r. wojska Armii Czerwonej pod dowództwem Iwana Koniewa wykonały manewr okrążający, po czym wkroczyły do miasta. Według źródeł rosyjskich grupa NKWD zapobiegła wysadzeniu zaminowanych budynków. 10 maja 2007 prezydent Rosji Władimir Putin odznaczył dwóch oficerów:
- Aleksieja Botiana – tytułem Bohatera Rosji
- Jewhenija Berezniaka – Orderem „Za zasługi dla Ojczyzny” IV klasy.

Historia o manewrze Armii Czerwonej, który ocalił miasto od zniszczeń oraz o zapobieżeniu przez nią wysadzenia budynków była często przypominana w okresie PRL-u, ale obecnie polscy historycy uznają ją za całkowicie fałszywą, stworzoną przez propagandę dla scementowania przyjaźni polsko-radzieckiej. W rzeczywistości radziecki plan ofensywy przewidywał zniszczenie broniącej Krakowa armii niemieckiej przy użyciu ciężkiej artylerii, a nie zrealizowano go z powodu silniejszego, niż się spodziewano, oporu Niemców oraz wolniejszego posuwania się Armii Czerwonej od południa, przez tereny górskie. Architektura miasta nie była jednak wolna od strat – w styczniu 1945 Wojskowe Siły Powietrzne ZSRR zrzucili na Wawel bombę lotniczą, która dokonała poważnych zniszczeń w katedrze wawelskiej, a sowiecka artyleria i lotnictwo zniszczyła i uszkodziła około 450 budynków miasta, również w Śródmieściu (m.in. wokół Dworca Głównego).
Społeczność miasta rozpoczęła porządkowanie i odbudowę miasta po wojnie. W późniejszych latach władza ludowa rozpoczęła budowę Nowej Huty – miasta robotniczego, które później włączono w granice Krakowa.
3 maja 1946, w marcu 1968 oraz 15 maja 1977 protestowali studenci krakowskich uczelni. W Krakowie powstał pierwszy w Polsce Studencki Komitet Solidarności.